# Kangana Ndiwa
Kangana Lord Ndiwa (* 28. Februar 1984 in Maquela do Zombo) ist ein ehemaliger kongolesischer Fußballspieler, der auch die Staatsbürgerschaft von Schweden besitzt.

## Vereinskarriere
Kangana Ndiwa ist in Angola geboren. Er floh vor dem Bürgerkrieg in Angola in das Nachbarland Kongo, aus welchem er im Alter von sieben Jahren nach Schweden auswanderte. Ndiwa spielte zu Beginn seiner Karriere bei den schwedischen Vereinen Värtans IK und Djurgårdens IF. 2003 unterschrieb er einen Vertrag beim englischen Premier League Verein Bolton Wanderers. Der junge kongolesische Verteidiger konnte sich gegen die große Konkurrenz jedoch nicht durchsetzen und wurde deshalb zunächst an Oldham Athletic und danach an den AFC Rochdale verliehen. Nach seinem Abgang aus Bolton spielte Ndiwa in England außerdem noch für Stalybridge Celtic und den FC Worthing. Ferner spielte er für den slowenischen Erstligisten NK Drava Ptuj und den schottischen Klub FC Montrose. Im September 2008 wechselte er zurück nach England zu dem von Liverpool-Fans neu gegründeten Verein AFC Liverpool. Dort beendete er seine Laufbahn.

## Nationalmannschaft
Kangana Ndiwa spielte im Jahr 2004 zweimal für die Fußballnationalmannschaft der Demokratischen Republik Kongo. In seiner Jugend war er noch für die Juniorenauswahlen Schwedens aktiv, entschied sich dann aber für sein Heimatland aufzulaufen. Er gehörte unter anderem zum Kader bei der Fußball-Afrikameisterschaft 2004.